# U senci Teotiuakana
U senci Teotikuana je 11. epizoda strip edicije Marti Misterija. U SR Srbiji, tada u sastavu SFRJ, ova epizoda je objavljena prvi put u maju 1984. godine kao vanredno izdanje Lunov magnus stripa #11. u izdanju Dnevnika iz Novog Sada. Cena sveske bila je 60 dinara (1,55 DEM; 0,58 $). Ovo je 1. deo duže epizode koja je završena u #12.

## Marti Misterija kao posebno izdanje LMS
U vreme kada je ova epizoda objavljena prvi put u bivšoj Jugoslaviji, Marti Misterija je još uvek izlazio kao posebno izdanje LMS smenjujući se sa stripom Đil (koji je prestao da izlazi posle #12). Smenjivanje je bilo pravilo kako na naslovnoj strani, tako i u pogledu redosleda epizoda. Na jednoj svesci bi na naslovnoj strani bio Đil, a na drugoj Marti Misterija. U jednom broju bi prvi strip bio Đil, a u narednoj Marti Misterija. Otuda naslovne strane epizoda #1, 3, 5, 7, 9 i 11 Marti Misterije nikada nisu objavljene u bivšoj Jugoslaviji.
Cela sveska #11. imala je ukupno 198 strana, dok se ova epizoda nalazila na stranama 99-194. (Njen nastavaka objavljena je u "12.) U prvom delu sveske nalazila se epizoda Đila pod nazivom Rodeo (str. 3-98).

## Originalna epizoda
Ova epizoda je premijerno objavljena 1. februara 1983. u Italiji pod nazivom Il teschio del destino (Lobanja sudbine) za izdavačku kuću Boneli (Italija). Cena je bila 800 lira ($0,56; 1,39 DEM). Epizodu je nacrtao Klaudio Vila (Claudio Villa), a scenario je napisao Alfredo Kasteli (A. Castelli). Naslovnu stranu nacrtao je Đankarlo Alesandrini.

## Kratak sadržaj
Prolog. Momak i devojka posećuju Muzej istorije čovečanstva (Musem of Humanities) u Londonu. Kao hipnotisana i potpuno odsutna, devojka zastaje pred staklenom lobanjom i skače kroz prozor muzeja na ulicu.
Glavna priča. Na pijačnoj rasprodaji, Marti kupuje stare stvari i nalazi dijapozitiv iz Meksika na kome se vidi natpis na zidu „U pomoć Marti Misterijo!“ Uznemiren, Marti odlazi u Meksiko siti u nadi da će uspeti da pronađe ko je ovo napisao.

## Reprize ove epizode
U Srbiji je ova epizoda reprizirana u knjizi #2 kolekcionarske edicije Biblioteka Marti Mistrija koju je objavio Veseli četvrtak, 30.4.2015. U Italiji je epizoda prvi put reprizirana u martu i aprilu 1990. godine u okviru edicije Tutto Martyn Mystere, dok je u Hrvatskoj prvi put reprizirana u izdanju Libelusa 15.10.2007. pod nazivom Lubanja subine. 

## Prethodna i naredna sveska vanrednog izdanja LMS
Prethodna sveska nosila je naziv Tajna Luzitanije (#10), a naredna Duh Teotiuakana (#12).